# Megalomus densistriatus
Megalomus densistriatus là một loài côn trùng trong họ Hemerobiidae thuộc bộ Neuroptera. Loài này được Henriksen miêu tả năm 1922.